# Rideback
Rideback (ライドバック?, Raidobakku) è un manga ideato da Tetsurō Kasahara serializzato in capitoli dal gennaio 2003 al gennaio 2009 sul manga magazine IKKI, pubblicato dall'editore Shogakukan. Il manga è ambientato nel 2020, centrato su Rin Ogata, una studentessa liceale che è da poco venuta a contatto con il mondo dei Rideback, delle particolari moto antropomorfe. I capitoli della serie sono stati successivamente raccolti in 10 volumi, da cui è stata tratta una serie animata andata in onda a partire dall'11 gennaio 2009.

## Trama
La storia è ambientata nel 2020, dove un gruppo armato chiamato GGP ha preso il controllo del mondo riuscendo a prendere il posto delle Nazioni Unite, che vennero forzatamente dismesse, a peggiorare l'umore del paese si è aggiunto un forte terremoto che ha devastato Tokyo. È centrale nella trama la vita di Rin Ogata, una studentessa con uno spiccato talento per la danza recentemente iscritta all'università di arti liberali Musashino, dove si imbatterà nel club dei Rideback, delle moto antropomorfe che permettono un doppio assetto di marcia, quello di una normale moto con le ruote in serie chiamato "Spread Legs Form", e una seconda modalità chiamata "Standing Form" che porta la moto a sollevarsi da terra e a portare le ruote in parallelo, quest'ultima modalità è quella che dà il nome alle moto, Rideback è la contrazione di "Ride on Back" che letteralmente significa "Guida sulle spalle", infatti le moto danno l'impressione di portare "sulle spalle" il proprio pilota.
Rin viene subito attratta da questi strani veicoli e già dalla prima guida si accorge della straordinaria maneggevolezza di cui sono caratterizzati, riuscendo anche a farli letteralmente ballare.

## Episodi
| Nº | Giapponese 「Kanji」 - Rōmaji                                                                          | In onda          | In onda |
| Nº | Giapponese 「Kanji」 - Rōmaji                                                                          | Giapponese       |         |
| 1  | 「深紅の鉄馬」 - shinku no tetsu uma                                                                   | 11 gennaio 2009  |         |
| 2  | 「珠代上等！？S.L.F～スプレッド・レッグス・フォーム」 - tamayo jōtō!? S.L.F ~ supureddo. reggusu. fōmu | 18 gennaio 2009  |         |
| 3  | 「そして旗[フラッグ]はふられる」 - Soshite furaggu wa furareru                                         | 25 gennaio 2009  |         |
| 4  | 「しょう子、危機一髪」 - Shōko, kiki ippatsu                                                           | 1º febbraio 2009 |         |
| 5  | 「謎のライドバック少女」 - Nazo no raidobakku shōjo                                                    | 8 febbraio 2009  |         |
| 6  | 「電光石火ライド」 - Denkōsekka raido                                                                  | 15 febbraio 2009 |         |
| 7  | 「罪と× (バツ)」 - Tsumi to batsu                                                                      | 22 febbraio 2009 |         |
| 8  | 「罰と×（バツ）」 - GET RIDE! eraba reshi mono                                                         | 1º marzo 2009    |         |
| 9  | 「GET RIDE！選ばれし者」 - hidamari no niwa de                                                         | 8 marzo 2009     |         |
| 10 | 「陽だまりの庭で」 - Master of the war                                                                 | 15 marzo 2009    |         |
| 11 | 「曇りのち雨ときどき…」 - kumori nochi ame tokidoki...                                                 | 22 marzo 2009    |         |
| 12 | 「光の舞台へ」 - hikari no butai he                                                                    | 29 marzo 2009    |         |